# Liopholis pulchra
Liopholis pulchra — вид сцинкоподібних ящірок родини сцинкових (Scincidae). Ендемік Австралії.

## Підвиди
Виділяють два підвиди:
- Liopholis pulchra longicauda (Ford, 1963) — острови затоки Джуріен;
- Liopholis pulchra pulchra (Werner, 1910) — решта ареалу.

## Поширення і екологія
Liopholis pulchra мешкають на південному заході Західної Австралії, вздовж хребтів Дарлінг на північ до Перта і на схід до гір Стірлінг і пляжа Чені. Вони живуть на прибережних пустищах і луках, в сухих склерофільних лісах і рідколіссях, трапляються серед скель.